# Dehowa (Dubowce)
Dehowa (alt. Dechowa Dechówka; ukr. Дегова) – dawna wieś nad Dniestrem, obecnie południowa część wsi Dubowce na Ukrainie, w obwodzie iwanofrankiwskim, w rejonie iwanofrankiwskim. Stanowi zabudowania w głębokim zakolu Dniestru (obecnie starorzeczu) wzdłuż ulic Sapera i Myru.

## Historia
Do 1767 Dechowa był własnością Józefa Potockiego, została sprzedana Franciszkowi Ksaweremu Branickiemu. W 1811 Dechówka na własność nabyła Urszula Pasqua.

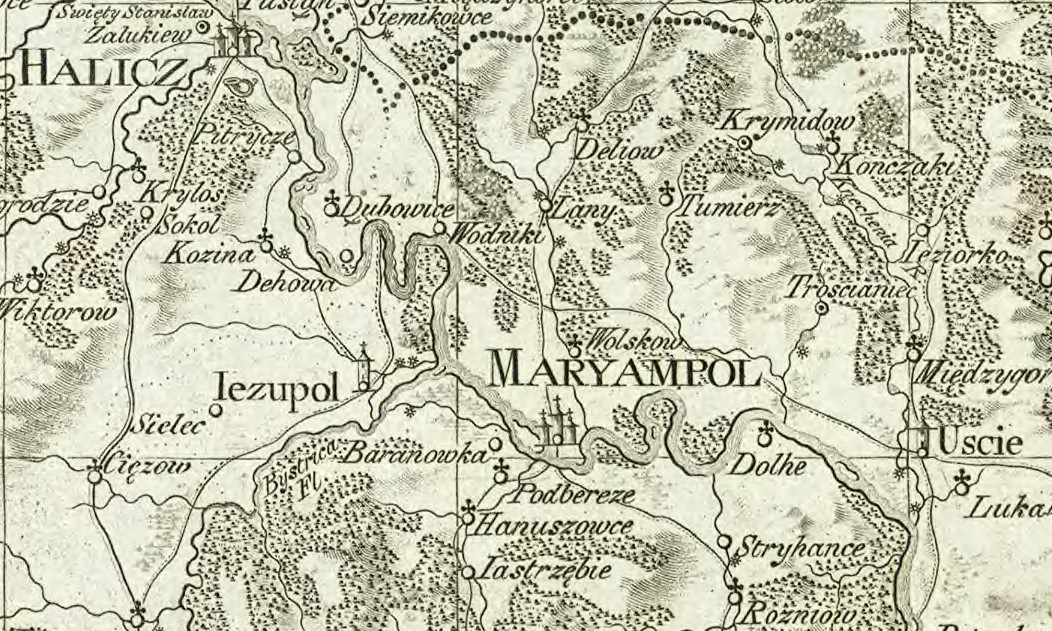
Dehowa 1824

Począwszy od XIX wieku stanowiła odrębna gminę jednostkową w Bezirk Halicz, liczącą w 1854 roku 250 mieszkańców; od 1867 w powiecie stanisławowskim. Następnie została połączona z Dubowcami w jedną gminę.
W II Rzeczypospolitej w powiecie stanisławowskim województwa stanisławowskiego, w 1934 weszła w skład gromady Dubowce (obejmującej miejscowości Dehowa, Deszkowa i Dubowce) w nowej zbiorowej gminie Mariampol Miasto.
Po II wojnie światowej w ZSRR, Ukraińska Socjalistyczna Republika Radziecka.